# Auchterarder
Auchterarder är en ort i Storbritannien.   Den ligger i kommunen Perth and Kinross och riksdelen Skottland, i den norra delen av landet, 600 km norr om huvudstaden London. Auchterarder ligger 108 meter över havet och antalet invånare är 4 220.
Terrängen runt Auchterarder är platt åt nordväst, men åt sydost är den kuperad. Runt Auchterarder är det glesbefolkat, med 17 invånare per kvadratkilometer. Närmaste större samhälle är Dunblane, 19,8 km sydväst om Auchterarder. Trakten runt Auchterarder består i huvudsak av gräsmarker.